# Balázs Vargha
Balázs Vargha (n. 14 martie 1921, Kunszentmiklós, Bács-Kiskun, Ungaria – d. 24 martie 1996, Budapesta, Ungaria) a fost un scriitor, istoric literar, scenarist, bibliotecar și pedagog maghiar. A fost fratele scriitorului Domokos Varga și al matematicianului Tamás Varga.

## Biografie
Părinții lui au fost Tamás Vargha și Mária Magay. A absolvit Facultatea de Teologie a Universității din Debrețin în 1942 și Facultatea de Litere a aceleiași universități în 1946. Între anii 1947-1948 a lucrat la Inspectoratul pentru Educație Liberă al orașului Szeged, iar în 1949 a fost angajat la Institutul Național de Pedagogie. Începând din 1950 a fost referent principal al Ministerului Culturii. În 1952 a devenit profesor la Institutul Pedagogic Central din Budapesta. Începând din 1953 a fost secretar cu probleme organizatorice al Societății de Istorie Literară din Ungaria (Magyar Irodalomtörténeti Társaság). În perioada 1958-1977 a fost cercetător la Muzeul de Literatură Petőfi din Budapesta, iar din 1977 a fost funcționar superior la Biblioteca Națională Széchényi și redactor-șef al revistei Budapest. S-a pensionat în 1984 și a început să scrie cronici literare în revista Kortárs. Între anii 1988-1992 a lucrat la săptămânalul politico-literar Élet és Irodalom.
A publicat numeroase studii literare referitoare la opera scriitorilor maghiari Gáspár Károli, Mihály Csokonai Vitéz, János Földi, Mihály Fazekas, József Katona, Dániel Berzsenyi, Ferenc Kölcsey, Ferenc Verseghy, János Arany și Dezső Kosztolányi. A fost unul dintre cei mai mari specialiști în opera literară a lui Csokonai și János Arany și a colaborat mult la emisiunile literare de la radio și televiziune.
A scris scenarii teatrale și de film, cât și cărți cu jocuri de cuvinte.

## Lucrări
- Krónika. Vargha Balázs ezidei krónikás deák karácsonyi elekciós verse; Nagy Nyomda, Debrețin, 1941
- Új magyar szobrászat (studiu, 1948)
- Csokonai Vitéz Mihály (1954)
- Játékoskönyv (jocuri de cuvinte, 1953)
- Társasjátékok könyve (jocuri de cuvinte, 1955)
- Berzsenyi Dániel (monografie, 1959)
- Csokonai Emlékek (colecție de articole, 1960)
- A szabadpolcos közművelődési könyvtár (studiu, în colaborare cu István Sallai, 1963)
- Gyermekirodalom (studiu, 1964)
- Játékkoktél (jocuri de cuvinte, 1967)
- Játsszunk a szóval! (jocuri de cuvinte, 1972)
- „Állok Dunánk szélén a pesti parton…”. Irodalmi városképek (1973, 1984)
- Csokonai Vitéz Mihály alkotása és vallomásai tükrében (1974)
- Csokonai verseinek első kiadásai (studiu, 1974)
- Nyelv-Zene-Matematika (în colaborare cu Judit Dimény și cu Éva Loparits, 1977)
- Szeretnél játszani? (jocuri de cuvinte, 1984)
- Jelek-jelképek-jellemek (studiu, 1984)
- A tücsök és a hangyák (1985)
- Arany János játékai (1994)
- Krónika, 1941; Debreceni Református Hittudományi Egyetem, Debrețin, 2001

## Filmografie
- Ki játszik ilyet
- Isten őszi csillaga (1963)
- Fabula (25 de episoade) (1968-1978)
- Gyula vitéz télen-nyáron (1970)
- Szilveszter 1970 (1970)
- Házasodj, Ausztria! (1970)
- Csalódások (1973)
- A filozófus (1981)
- Közös kutya (1983)
- Délibábok országa (1984)
- Vargha Balázs újabb fabulái (6 episoade) (1988)
- Vargha Balázs tizenhárom fabulája (montaj după episoadele serialului Fabula) (1992)

## Premii
- Lucrător Fruntaș (1949)
- Ordinul Cultura Socialistă (1954)

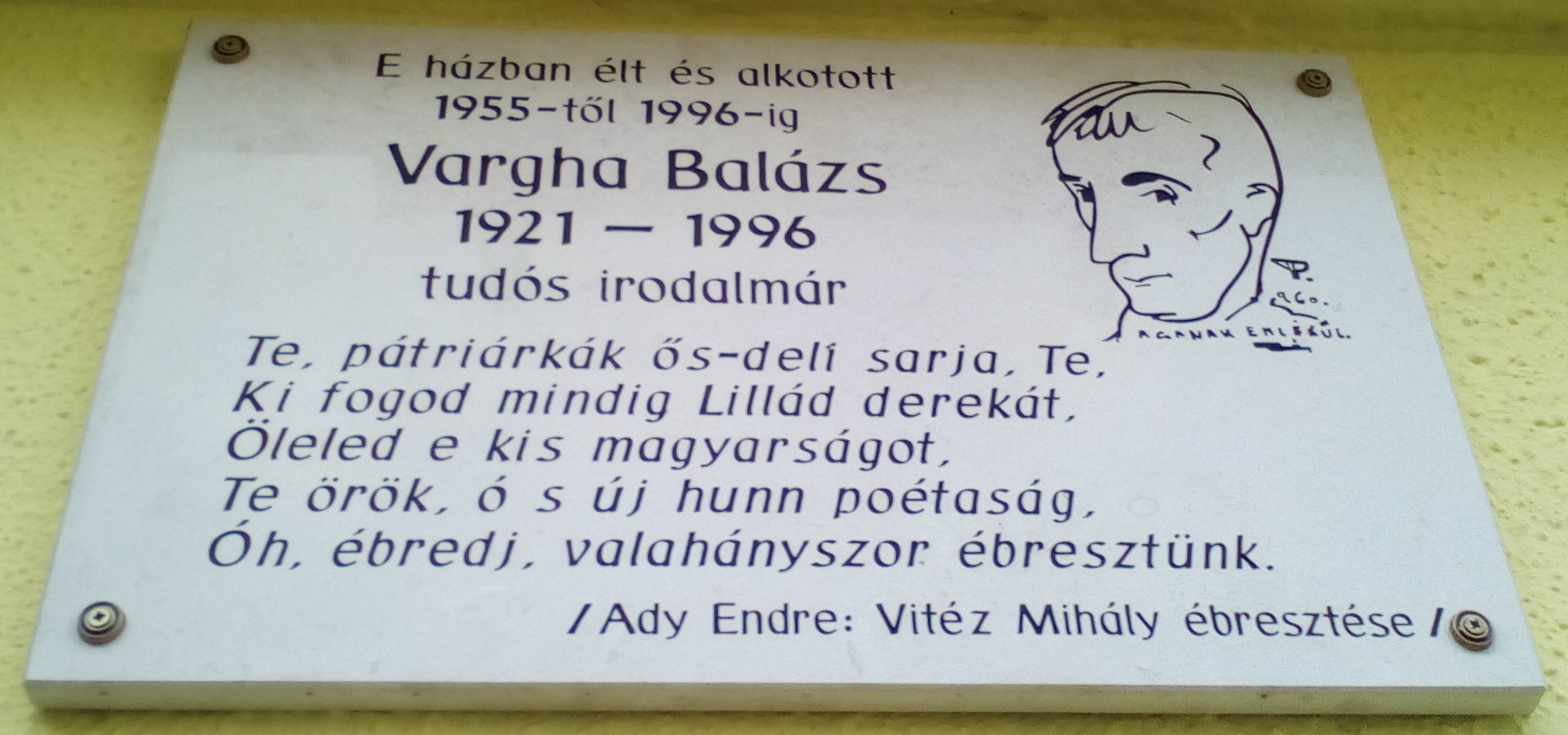
Placă memorială pe clădirea din sectorul XI al Budapestei, unde a a locuit

- Ordinul Muncii cu medalie de aur (1984)
- Premiul Tibor Déry (1985)
- Medalia comemorativă Ervin Szabó (1990)
- Steaua Republicii Ungare cu cunună de aur (1991)[5]
- Premiul Pro Urbe Budapesta (1993)
- Premiul Patrimoniului Maghiar (postum, 2015)[8]